# Cseh Katalin (labdarúgó)
Cseh Katalin (Esztergom, 1989. november 27. –) magyar labdarúgó. Jelenleg a Dorogi Diófa SE játékosa.

## Pályafutása
2006-ban kezdte a labdarúgást, azóta a dorogi csapat tagja. A megyei I. osztályban játszott két évadot, majd a bajnokság megnyerését követően az NB II-es bajnokságban szerepelt. A 2013–2014-es bajnoki évadban a bajnoki címet szerzett, majd a sikeres osztályozó megvívásával az első osztályba jutott csapat tagja volt.  Archiválva 2014. április 7-i dátummal a Wayback Machine-ben

## Sikerei, díjai
- Bajnoki cím - NB II. (2013–14), Megyei I. (2007–08)
- Bajnoki ezüstérmes: Megyei I. (2006–07)
- Magyar Kupa 3. hely (2013–14)
- XIV. Perskindol - Zánka női férfi kispályás torna - 1. hely, 2014.